# Tkanka mięśniowa

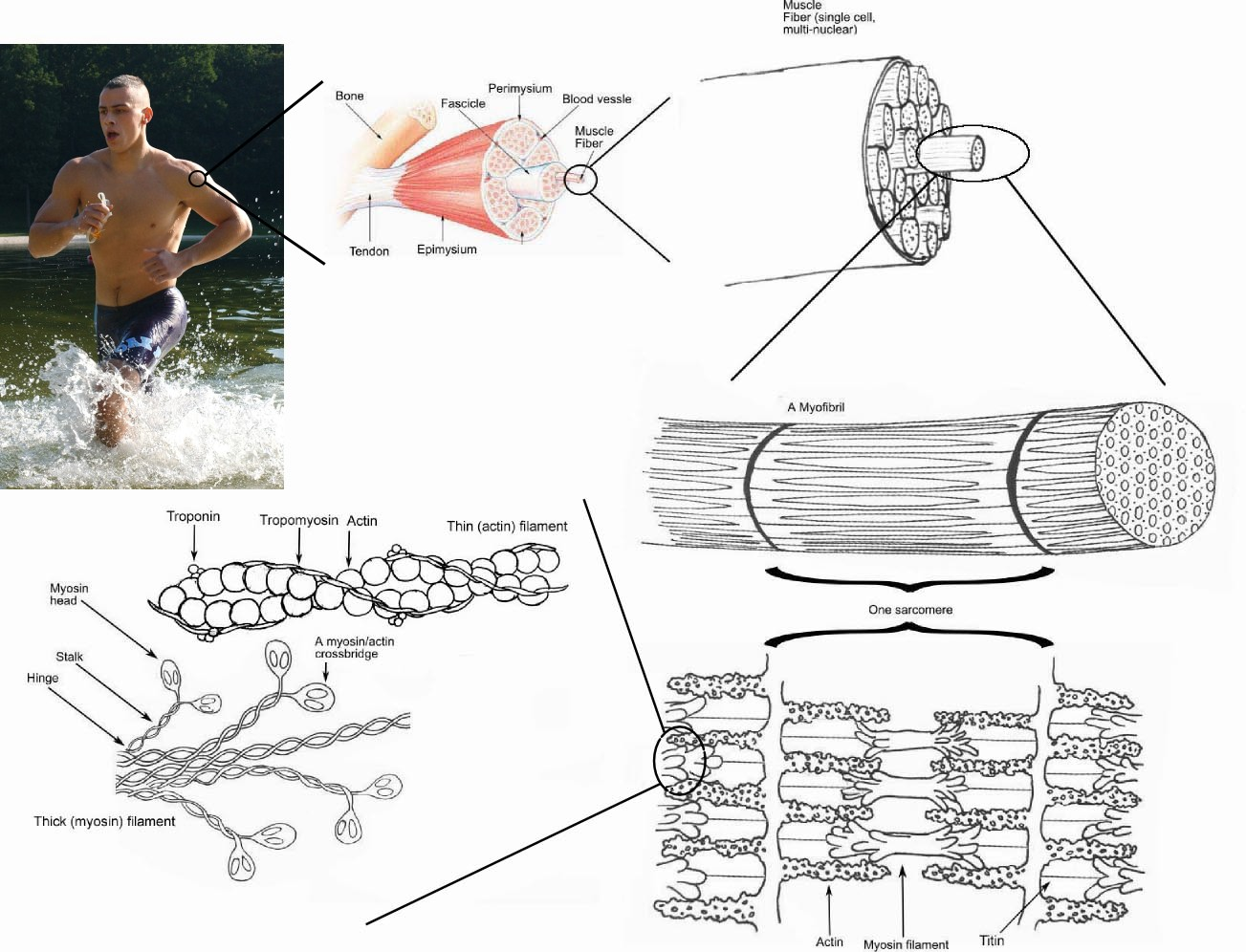
Budowa mięśnia

Tkanka mięśniowa (łac. textus muscularis) - jedna z podstawowych tkanek zwierzęcych. Składa się z włókien mięśniowych, zbudowanych z miocytów (zespołów komórek mięśniowych), posiadających zdolność do aktywnego kurczenia się.
Rodzaje tkanki mięśniowej:
- tkanka poprzecznie prążkowana szkieletowa
- tkanka poprzecznie prążkowana serca
- tkanka gładka

Wykonanie skurczu następuje dzięki występowaniu w nich miofibryli, czyli włókienek kurczliwych zbudowanych z łańcuchów polipeptydowych.
Efektywność ruchu w mięśniach jest możliwa dzięki ścisłemu ułożeniu włókien mięśniowych, pomiędzy którymi nie występuje żadna inna tkanka. Mechanizm działania miofybryli jest aktualnie przedmiotem dyskusji naukowej i istnieją na ten temat dwie rozbieżne teorie.
Tkanka mięśniowa nie ma własnej substancji międzykomórkowej, a elementy mięśniowe połączone są ze sobą za pomocą tkanki łącznej wiotkiej. Pomimo obecności w komórkach mięśniowych jądra komórkowego oraz pewnej zdolności do podziału, ubytki w tkance mięśniowej tylko w niewielkim stopniu są uzupełniane w wyniku podziału nieuszkodzonych komórek. Najczęściej zostają one zastąpione tkanką łączną tworzącą w tym miejscu bliznę.
Tkanki mięśniowe, poprzecznie prążkowana serca i gładka unerwione są przez układ współczulny i działają niezależnie od woli człowieka. Natomiast mięśnie poprzecznie prążkowane, unerwione somatycznie, kurczą się zgodnie z wolą człowieka.

## Tkanka poprzecznie prążkowana szkieletowa
Elementami strukturalnymi, z których zbudowany jest ten typ tkanki, są komórki wielojądrzaste, nazwane włóknami mięśniowymi. Włókno mięśniowe ma więc charakter syncytium, które powstało w wyniku zespolenia wielu komórek. Dlatego też w każdym włóknie występuje od kilkudziesięciu do kilkuset jąder, które są położone na obwodzie komórki, pod błoną sarkoplazmatyczną. Włókna mięśniowe mają kształt walcowaty, długość ich sięga od 1 do 5 cm, niekiedy zaś nawet do kilkunastu centymetrów.
Wnętrze włókna wypełniają prawie całkowicie włókienka kurczliwe (miofibryle). Biegną one równolegle do siebie, wzdłuż długiej osi włókna, najczęściej zebrane w pęczki, odizolowane skąpą ilością sarkoplazmy. Sarkoplazma, tj. cytoplazma komórek mięśniowych, zawiera czerwony barwnik - mioglobinę oraz znaczne ilości ziaren glikogenu. W komórkach tkanki mięśniowej znajdują się liczne mitochondria zwane również sarkosomami, słabo rozwinięty układ Golgiego, zlokalizowany w pobliżu jądra oraz siateczka śródplazmatyczna gładka. Siateczka śródplazmatyczna występuje w bezpośrednim sąsiedztwie włókien kurczliwych, tworząc bardzo regularny i skomplikowany układ kanalików podłużnych i poprzecznych. Kanaliki podłużne są elementami sieci sarkoplazmatycznej i noszą nazwę sarkotubul. Sarkotubule rozszerzają się na obu końcach sarkomeru tworząc cysterny, które sąsiadują z poprzecznie leżącymi kanalikami utworzonymi w wyniku wypuklenia się sarkolemmy - są to tzw. kanaliki pośrednie T. Do kanalików T przylegają cysterny sąsiadujących kanalików siateczki śródplazmatycznej tworząc tzw. triady. Za pośrednictwem tego systemu kanalików odbywa się wymiana substancji między miofibrylami a środowiskiem zewnętrznym, przewodzenie bodźców skurczowych oraz transport jonów wapnia, niezbędnych do skurczu włókien mięśniowych.
Włókna mięśniowe dzieli się pod względem morfologicznym i czynnościowym na dwa podstawowe typy:
- włókna typu I - wolnokurczące się (zwane też z ang. slow twitching "ST")
- włókna typu II - szybkokurczące się (fast twitching "FT")

Włókna wolnokurczące zawierają wiele mitochondriów i duże stężenie mioglobiny (stąd zwane są też czerwonymi), co jest istotne, gdyż energię do skurczu czerpią z procesów tlenowych. Charakteryzują się one powolnym narastaniem siły skurczu i dużą wytrzymałością na zmęczenie.
Włókna szybkokurczące się (białe) zawierają mniejsze stężenie mioglobiny, kurczą się szybciej, ale są mniej wytrzymałe. Biorąc pod uwagę główne źródła energii z jakich korzystają, wyróżnia się wśród nich:
- włókna typu IIA - glikolityczno-tlenowe, wykorzystujące energię wytworzoną w procesie glikolizy w cytoplazmie oraz w procesie  fosforylacji oksydacyjnej w mitochondriach
- włókna typu IIB - glikolityczne, korzystające głównie z energii wytworzonej podczas glikolizy - liczba mitochondriów jest w nich mniejsza.

Mięśnie człowieka zawierają oba rodzaje włókien, a ich wzajemny stosunek jest różny u różnych ludzi. U sportowców uprawiających dyscypliny siłowe przeważają włókna typu białego. Trening wytrzymałościowy powoduje zwiększenie potencjału tlenowego mięśni przez zwiększenie liczby naczyń kapilarnych w mięśniach.
Budowa włókienek kurczliwych - miofibryli jest bardzo złożona. Nie mają one jednorodnej struktury, lecz składają się z jaśniejszych i ciemniejszych odcinków, leżących na przemian. Jaśniejsze odcinki zbudowane są z substancji pojedynczo załamującej światło - są to tzw. prążki izotropowe I, prążki ciemniejsze izotropowe jak i anizotropowe leżą we wszystkich miofibrylach na długiej osi włókna mięśniowego, wskutek czego powstaje wrażenie poprzecznego prążkowania całego włókna.

## Tkanka gładka
Działa  niezależnie od woli i świadomości człowieka. Jest zdolna do ciągłego, lecz bardzo powolnego kurczenia się. Jest elementem budowy naczyń, ścian przewodu pokarmowego, ścian moczowodów, pęcherza moczowego, cewki moczowej oraz skóry.

## Tkanka mięśnia sercowego
Występuje tylko w mięśniu sercowym i choć przypomina budową mięśnia szkieletowego, to wykorzystuje przede wszystkim procesy tlenowe i dzięki dobremu ukrwieniu jest zdolna do ciągłego wysiłku (okres odpoczynku tej tkanki to okres rozkurczu serca).

## Funkcje tkanki mięśniowej
- wykonywanie wszystkich ruchów,
- lokomocja,
- realizacja podstawowych funkcji życiowych (wymiana gazowa, trawienie, wydalanie),
- utrzymanie postawy ciała,
- wytwarzanie ciepła,
- kształtowanie sylwetki,
- ochrona dla tkanek znajdujących się pod nią,
- ochrona dla naczyń i nerwów.